# James A. Parsons

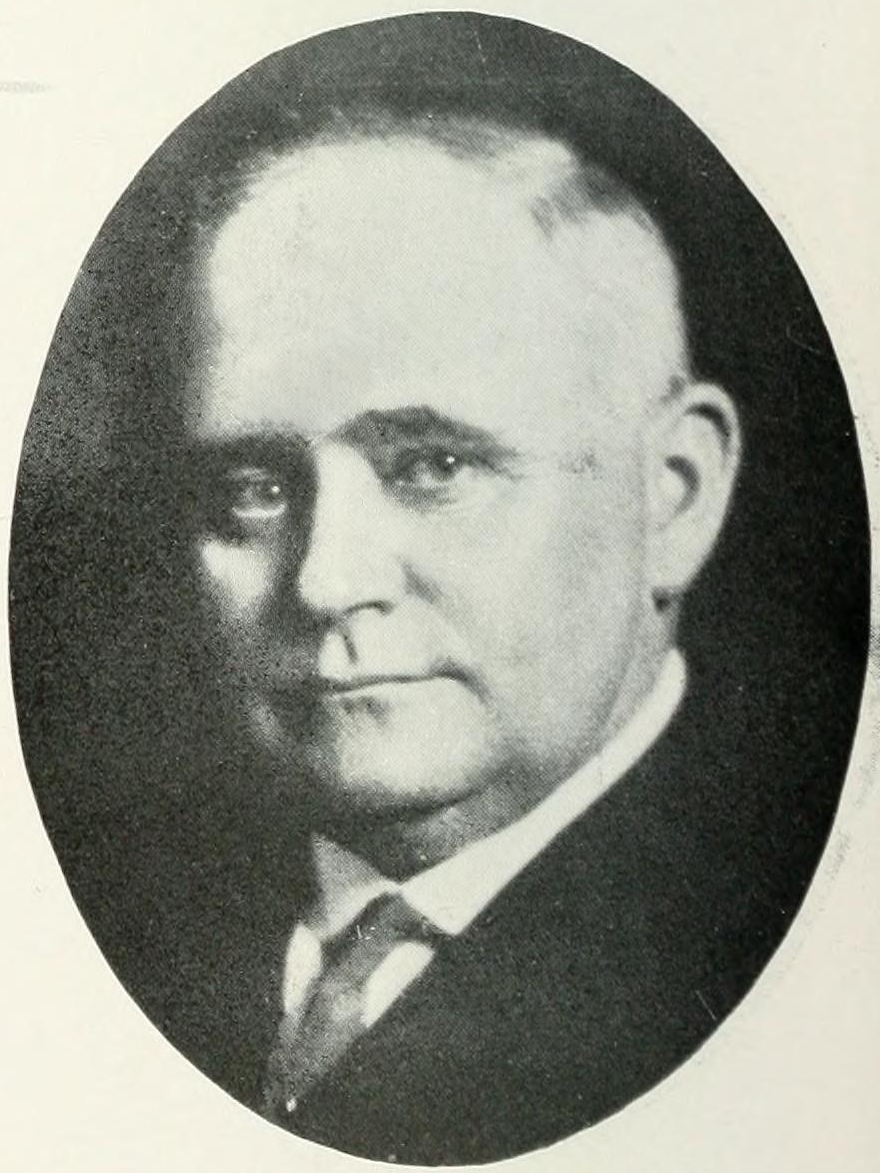
Porträt von James A. Parsons

James A. Parsons (* um 1868 im Steuben County, New York; † 4. März 1945 in Albany, New York) war ein US-amerikanischer Jurist und Politiker (Demokratische Partei).

## Werdegang
Über die Jugendjahre von James A. Parsons ist nichts bekannt. Er studierte Jura. 1890 erhielt er seine Zulassung als Anwalt in Nebraska. Er zog 1893 zurück nach New York und ließ sich dort in Hornell (Steuben County) nieder. In der Folgezeit war er dort als City Attorney und City Recorder tätig.
Der Attorney General Thomas Carmody ernannte ihn 1911 zum Fourth Deputy Attorney General. Seine erste Aufgabe war es mit dem Queens Bestechungsverfahren fortzufahren. Dabei löste er Arthur Train ab, der als Special Deputy Attorney General für den Fall verantwortlich war und durch Carmodys Vorgänger Edward R. O’Malley ernannt wurde. Nach dem Rücktritt von Carmody wurde Parsons am 2. September 1914 durch den Gouverneur von New York Martin H. Glynn für die verbleibenden vier Monate von Carmodys Amtszeit zum neuen Attorney General von New York ernannt. Bei den Wahlen im Jahr 1914 kandidierte er erfolglos für den Posten als Attorney General von New York. Der Republikaner Egburt E. Woodbury ging damals als Sieger aus dem Rennen.
Parsons nahm 1912 als Ersatzmann (alternate delegate) an der Democratic National Convention in Baltimore (Maryland) teil und 1920 als Delegierter an der Democratic National Convention in San Francisco (Kalifornien).
Er war der Berater von Gouverneur Alfred E. Smith, der ihn 1923 zum New York State Public Service Commissioner ernannte. 1924 wurde er Richter am New York Court of Claims – ein Posten, den er bis zu seinem Rücktritt 1936 innehatte.